# Lista över byggnadsminnen i Dalarnas län
Förteckning över byggnadsminnen i Dalarnas län.

## Avesta kommun
| Namn                                               | Ursprunglig funktion                      | Byggår     | Arkitekt         | Plats                     | Läge               | Anläggnings-ID | Bild                                                                      |
| -------------------------------------------------- | ----------------------------------------- | ---------- | ---------------- | ------------------------- | ------------------ | -------------- | ------------------------------------------------------------------------- |
| Aaltohuset (Räven 1)                               | Kontorshus,Bostadshus,Varuhus (1 byggnad) | 1960       | Alvar Aalto      | Avesta                    | 60.14458, 16.17715 |                | Ladda upp en till bild av denna byggnad                                   |
| Avesta Krylbo stationshus (Avesta 6:1, Krylbo 9:2) | Järnvägsstation (4 byggnader)             | 1900       | Folke Zettervall | Krylbo                    | 60.12953, 16.21646 |                | Se fler bilder av denna byggnad · Ladda upp en till bild av denna byggnad |
| Böösgården (Kopparvågen 1)                         | Borgargård,Handelsgård (6 byggnader)      | 1700-talet |                  | Avesta (Gamla byn)        | 60.14859, 16.16512 |                | Ladda upp en till bild av denna byggnad                                   |
| Jan-Ersgården (Gisselbo 2:1, 5:3)                  | Bondgård (10 byggnader)                   | 1700-talet |                  | Grytnäs socken (Gisselbo) | 60.21664, 16.13852 |                | Ladda upp en till bild av denna byggnad                                   |
| Klosterskolan (Laxen 1)                            | Skola (1 byggnad)                         | 1880       | Adolf Kjellström | Avesta                    | 60.14864, 16.15721 |                | Ladda upp en till bild av denna byggnad                                   |
| Krylbo tingshus (Åvestrand 9)                      | Tingshus, Arrest och häkte (1 byggnad)    | 1903       | Folke Zettervall | Krylbo                    | 60.12801, 16.21816 |                | Ladda upp en till bild av denna byggnad                                   |
| Karlfeldtsgården i Karlbo (Karlbo 1:106)           | Bondgård (5 byggnader)                    | 1600-talet |                  | Karlbo                    | 60.12464, 16.25239 |                | Ladda upp en till bild av denna byggnad                                   |

## Borlänge kommun
| Namn                                                   | Ursprunglig funktion                           | Byggår    | Arkitekt        | Plats               | Läge               | Anläggnings-ID | Bild                                    |
| ------------------------------------------------------ | ---------------------------------------------- | --------- | --------------- | ------------------- | ------------------ | -------------- | --------------------------------------- |
| Industriskolan (Utanfors 5, f.d. Stg 2948, Forsa 46:3) | Skola,Yrkesskola (1 byggnad)                   | 1931–1932 | Osvald Almqvist | Borlänge (Hushagen) | 60.49204, 15.43654 |                | Ladda upp en till bild av denna byggnad |
| Ornäs station (Dalsjö 9:51)                            | Järnvägsstation (3 byggnader)                  | 1876      | Axel Kumlien    | Ornäs               | 60.50727, 15.55283 |                | Ladda upp en till bild av denna byggnad |
| Ornässtugan (Stora Ornäs 1:2)                          | Bondgård (4 byggnader)                         | 1504      |                 | Ornäs               | 60.50727, 15.55283 |                | Ladda upp en till bild av denna byggnad |
| Rommeheds militärläger (Norr Romme 13:6-8)             | Mötes-, exercis- och lägerplats (33 byggnader) | 1797–1906 |                 | Borlänge (Romme)    | 60.43407, 15.50108 |                | Ladda upp en till bild av denna byggnad |

## Falu kommun
| Namn                                                                                              | Ursprunglig funktion                                              | Byggår                                                       | Arkitekt      | Plats            | Läge                 | Anläggnings-ID | Bild                                    |
| ------------------------------------------------------------------------------------------------- | ----------------------------------------------------------------- | ------------------------------------------------------------ | ------------- | ---------------- | -------------------- | -------------- | --------------------------------------- |
| Hults bergsmansgård (Hult 3:1)                                                                    | Bergsmansgård (8 byggnader)                                       | 1794                                                         |               | Stora Kopparberg | 60.65618, 15.63126   |                | Ladda upp en till bild av denna byggnad |
| Bult Karl-Eriks stuga (Gruvdrängen 1)                                                             | Bostadshus (1 byggnad)                                            | 1600-talet                                                   |               | Falun            | 60.60114, 15.62230   |                | Ladda upp en till bild av denna byggnad |
| Carl Larssongården (Lilla Hyttnäs 2:1)                                                            | Konstnärsateljé, Bostadshus (1 byggnad)                           | 1837                                                         |               | Sundborn         | 60.65028, 15.77607   |                | Ladda upp en till bild av denna byggnad |
| Falu koppargruva med Creutz lave och konsthjulhus (Falun 9:2, f.d. Stg 1929)                      | Gruva (62 byggnader)                                              | 1845 (Creutz Lave), 1852 (konstskjulhus), 800-talet (gruvan) |               | Falun            | 60.59935, 15.61540   |                | Ladda upp en till bild av denna byggnad |
| Falu konsthall (Garvaren 6)                                                                       | Konsthall (1 byggnad)                                             | 1935–36                                                      | Hakon Ahlberg | Falun            | 60.60571, 15.62720   |                | Ladda upp en till bild av denna byggnad |
| Falu rådhus (Rådhuset 1)                                                                          | Rådhus, Arrest och häkte (1 byggnad)                              | 1650-talet                                                   |               | Falun            | 60.60783, 15.62964   |                | Ladda upp en till bild av denna byggnad |
| Dalregementet (Falun 8:9)                                                                         | Kasernetablissemang (29 byggnader)                                | 1889                                                         |               | Falun            | 60.60615, 15.65382   |                | Ladda upp en till bild av denna byggnad |
| Silverhyttan, vitriolverket och extraktionsverket med kopparverket och zinkhyttan (Falun 9:13-14) | Hytta (4 byggnader)                                               | 1879                                                         |               | Falun            | 60.61238, 15.62091   |                | Ladda upp en till bild av denna byggnad |
| Parlogen i Nyhyttan (Nyhyttan 3:7)                                                                | Bergsmansgård (3 byggnader)                                       | 1479                                                         |               | Vika             | 60.49749, 15.79880   |                | Ladda upp en till bild av denna byggnad |
| Gamla bönhuset, Bjursås (Bjursås-Storgården 3:14)                                                 | Frikyrka (1 byggnad)                                              | 1862                                                         |               | Bjursås          | 60.73960, 15.44447   |                | Ladda upp en till bild av denna byggnad |
| Gamla Staberg (Staberg 1:5)                                                                       | Bondgård,Museum,Hembygdsgård (10 byggnader)                       | 1680-talet                                                   |               | Kniva            | 60.56210, 15.78098   |                | Ladda upp en till bild av denna byggnad |
| Gruvarbetarestuga, Östanfors (Konstnären 30)                                                      | Bostadshus (1 byggnad)                                            | 1700-talet                                                   |               | Falun            | 60.61499, 15.62387   |                | Ladda upp en till bild av denna byggnad |
| Hammars konditori och rektorsbostaden (Posten 11)                                                 | Ämbets- och tjänstemannaboställe,Café och konditori (2 byggnader) | 1761 (rektorsgården), 1776 (konditoriet)                     |               | Falun            | 60.60864, 15.62959   |                | Ladda upp en till bild av denna byggnad |
| Herdins sköljbrygga (Falun 7:12)                                                                  | Färgeri (1 byggnad)                                               | 1760-talet                                                   |               | Falun            | 60.607947, 15.627521 |                | Ladda upp en till bild av denna byggnad |
| Isala kungslada (Isala 8:1)                                                                       | Bondgård,Monument (2 byggnader)                                   | 1500-talet eller tidigare                                    |               | Isala            | 60.77040, 15.94359   |                | Ladda upp en till bild av denna byggnad |
| Kronobränneriet (Kronobränneriet 3)                                                               | Bränneri (1 byggnad)                                              | 1779                                                         |               | Falun            | 60.61077, 15.62418   |                | Ladda upp en till bild av denna byggnad |
| Logen Wasa minne (Borgärdet 99:1)                                                                 | Nykterhetsloge (1 byggnad)                                        | 1911                                                         |               | Svärdsjö         | 60.73877, 15.89880   |                | Ladda upp en till bild av denna byggnad |
| Moriska gården och Lustgården i Grand Hotell (Cuprum 1)                                           | Hotell,Stadshotell (1 byggnad)                                    | 1930                                                         |               | Falun            | 60.60628, 15.63338   |                | Ladda upp en till bild av denna byggnad |
| Munktellska huset (Slagghuset 1, f.d. Vedkompaniet 3)                                             | Borgargård (1 byggnad)                                            | 1761-1765                                                    |               | Falun            | 60.60650, 15.63201   |                | Ladda upp en till bild av denna byggnad |
| Prostgården (Prostgården 3)                                                                       | Boställe,Prästgård (1 byggnad)                                    | 1770                                                         |               | Falun            | 60.60926, 15.62845   |                | Ladda upp en till bild av denna byggnad |
| Rankhyttans kungslada (Rankhyttan 7:1)                                                            | Bondgård,Monument (1 byggnad)                                     | 1492                                                         |               | Vika             | 60.47609, 15.71985   |                | Ladda upp en till bild av denna byggnad |
| Residenset i Falun (Residenset 1)                                                                 | Residens (1 byggnad)                                              | 1762                                                         |               | Falun            | 60.61023, 15.62689   |                | Ladda upp en till bild av denna byggnad |
| Solgruvestugan (Vintjärn 6:44)                                                                    | Gruva (1 byggnad)                                                 | 1700-talets slut eller 1800-talets början                    |               | Vintjärn         | 60.83203, 16.03563   |                | Ladda upp en till bild av denna byggnad |
| Linnés bröllopsstuga och Svedens gård (Främsbacka 6:1)                                            | Bondgård (2 byggnader)                                            | 1720-talet                                                   |               | Stora Kopparberg | 60.61191, 15.72553   |                | Ladda upp en till bild av denna byggnad |
| Thunströms köpmansgård (Bokbindaren 3)                                                            | Borgargård,Handelsgård (3 byggnader)                              | 1700-talets slut                                             |               | Falun            | 60.61040, 15.62551   |                | Ladda upp en till bild av denna byggnad |
| Stora Hyttnäs (Stora Hyttnäs 2:5)                                                                 | Bergsmansgård, Bostadshus                                         | 1840                                                         |               | Sundborn         | 60.650, 15.778       |                | Ladda upp en till bild av denna byggnad |

## Gagnefs kommun
| Namn               | Ursprunglig funktion | Byggår | Arkitekt | Plats                | Läge                | Anläggnings-ID | Bild                               |
| ------------------ | -------------------- | ------ | -------- | -------------------- | ------------------- | -------------- | ---------------------------------- |
| Finn Olars loftbod |                      | 1558   |          | Holsåker, Dala-Floda | 60.504038, 14.79109 |                | Ladda upp en bild av denna byggnad |

## Hedemora kommun
| Namn | Ursprunglig funktion                         | Byggår             | Arkitekt                       | Plats            | Läge                 | Anläggnings-ID | Bild                                    |
| --- | -------------------------------------------- | ------------------ | ------------------------------ | ---------------- | -------------------- | -------------- | --------------------------------------- |
| Bos-Kalles gård (Tjädern 5)                                                                                    | Borgargård (6 byggnader)                     | 1800-talets början |                                | Hedemora         | 60.27830, 15.98905   |                | Ladda upp en till bild av denna byggnad |
| Gamla apoteket (Ugglan 1)                                                                                      | Handelsbod (1 byggnad)                       | 1779               |                                | Hedemora         | 60.27983, 15.98667   |                | Ladda upp en till bild av denna byggnad |
| Garpenbergs herrgård, Skogshögskolan i Garpenberg (Garpenbergs gård 2:4, del av Garpenbergs gård 2:70 och 2:8) | Herrgård, bruksherrgård, skola (6 byggnader) | 1801               | Carl Christoffer Gjörwell d.y. | Garpenbergs gård | 60.28313, 16.20371   |                | Ladda upp en till bild av denna byggnad |
| Gruvkapellet vid Odalfältet (okänt)                                                                            | Kapell (inga byggnader)                      | 1600-talet         |                                | Garpenberg       | 60.30791, 16.18681   |                | Ladda upp en till bild av denna byggnad |
| Stjärnsunds herrgård och smedja (Stjärnsund 2:10 och 2:26)                                                     | Herrgård, bruksmiljö (20 byggnader)          | 1779               | Reinhold Galle Rückerschöld    | Stjärnsund       | 60.43243, 16.21279   |                | Ladda upp en till bild av denna byggnad |
| Norns bruk inklusive Norns kapell (Norn 1:97; f.d. Norn 1:1)                                                   | Bruk (39 byggnader)                          | 1600-talets slut   |                                | Norns bruk       | 60.21981, 15.77914   |                | Ladda upp en till bild av denna byggnad |
| Perssonska gården (Gäddan 1)                                                                                   | Borgargård,Handelsgård (14 byggnader)        | 1849               |                                | Hedemora         | 60.27946, 15.98875   |                | Ladda upp en till bild av denna byggnad |
| Sahlbergska gården (Storken 3)                                                                                 | Borgargård,Handelsgård (3 byggnader)         | 1849               |                                | Hedemora         | 60.279028, 15.987917 |                | Ladda upp en till bild av denna byggnad |
| Teaterladan (Svalan 2)                                                                                         | Teater (1 byggnad)                           | 1829               |                                | Hedemora         | 60.28041, 15.98752   |                | Ladda upp en till bild av denna byggnad |
| Wahlmanska huset (Hedemora 6:1 (Finken 1), Gamla varmbadhuset)                                                 | Badhus,Varmbadhus (1 byggnad)                | 1899               | Lars Israel Wahlman            | Hedemora         | 60.28191, 15.98353   |                | Ladda upp en till bild av denna byggnad |

## Leksands kommun
| Namn                                                                 | Ursprunglig funktion                          | Byggår                               | Arkitekt | Plats         | Läge                 | Anläggnings-ID | Bild                                    |
| -------------------------------------------------------------------- | --------------------------------------------- | ------------------------------------ | -------- | ------------- | -------------------- | -------------- | --------------------------------------- |
| Berg Olles parhärbre (Övre Heden 22:23)                              | Bondgård (1 byggnad)                          | 1600-talets början                   |          | Insjön        | 60.67515, 15.09682   |                | Ladda upp en till bild av denna byggnad |
| Fräsgården (Ytterboda 1:9)                                           | Bondgård (7 byggnader)                        | 1700-talets slut                     |          | Ytterboda     | 60.78065, 15.03132   |                | Ladda upp en till bild av denna byggnad |
| Hembygdsgården Holen (Tällberg 30:15)                                | Bostadshus och ekonomibyggnader (6 byggnader) | 1611 (äldsta byggnaden)              |          | Tällberg      | 60.81906, 14.99947   |                | Ladda upp en till bild av denna byggnad |
| Hildasholm (Kyrkan 3 (f.d. Stg 480))                                 | Fritidshus,Sommarstuga (4 byggnader)          | 1906                                 |          | Leksand       | 60.73412, 14.98118   |                | Ladda upp en till bild av denna byggnad |
| Kaptensgården (Tibble 56:3)                                          | Boställe,Officersboställe (6 byggnader)       | 1740-talet eller tidigare            |          | Tibble        | 60.72448, 15.02951   |                | Ladda upp en till bild av denna byggnad |
| Kockes Hemfäbodgård (Ullvi 10:19)                                    | Fäbod (6 byggnader)                           | 1856                                 |          | Hisvåla       | 60.729306, 15.129306 |                | Ladda upp en till bild av denna byggnad |
| Loftboden på Hotell Siljanstrand (f.d. Siljansgården) (Laknäs 18:29) | Bondgård (2 byggnader)                        | 1333                                 |          | Tällberg      | 60.82812, 14.98442   |                | Ladda upp en till bild av denna byggnad |
| Normansgården (Norr Bergsäng 10:11)                                  | Bondgård (8 byggnader)                        | 1800-talet (avträdet möjligen äldre) |          | Norr Bergsäng | 60.8165, 15.060889   |                | Ladda upp en bild av denna byggnad      |

## Ludvika kommun
| Namn                                          | Ursprunglig funktion               | Byggår            | Arkitekt | Plats                        | Läge               | Anläggnings-ID | Bild                                    |
| --------------------------------------------- | ---------------------------------- | ----------------- | -------- | ---------------------------- | ------------------ | -------------- | --------------------------------------- |
| Gonäs bergsmansgård (Gonäs 9:36)              | Bergsmansgård (7 byggnader)        | 1700-talets slut  |          | Gonäs                        | 60.14811, 15.10232 |                | Ladda upp en till bild av denna byggnad |
| Ludvika Bergsmansgård (Ludvika 5:71 och 4:34) | Bergsmansgård (10 byggnader)       | 1600-talets slut  |          | Ludvika (Ludvika Gammelgård) | 60.14726, 15.20782 |                | Ladda upp en till bild av denna byggnad |
| Cassels donation (Jan-Abrahamstorp 1:2)       | Kulturhus,Medborgarhus (1 byggnad) | 1899              |          | Grängesberg                  | 60.07870, 14.98508 |                | Ladda upp en till bild av denna byggnad |
| Stora Hagen i Grängesberg (Öraberget 11:95)   | Bostadshus (2 byggnader)           | 1900              |          | Grängesberg                  | 60.07499, 15.00775 |                | Ladda upp en till bild av denna byggnad |
| Laxsjögården (Laxsjön 2:15-16)                | Hytta (2 byggnader)                | 1834              |          | Laxsjön                      | 60.33314, 15.10185 |                | Ladda upp en till bild av denna byggnad |
| Nyhammars spannmålsmagasin (Saxhyttan 4:411)  | Sockenmagasin (1 byggnad)          | 1850-talet        |          | Grangärde                    | 60.26089, 14.97639 |                | Ladda upp en till bild av denna byggnad |
| Storgården i Brunnsvik (Brunnsvik 1:67 mfl)   | Bondgård (5 byggnader)             | 1700-talets slut  |          | Brunnsvik utanför Sörvik     | 60.20123, 15.12375 |                | Ladda upp en till bild av denna byggnad |
| Sunnansjö herrgård (Sunnansjö 55:2)           | Herrgård (14 byggnader)            | 1759 eller senare |          | Sunnansjö                    | 60.21440, 14.96182 |                | Ladda upp en till bild av denna byggnad |

## Malung-Sälens kommun
| Namn                                            | Ursprunglig funktion             | Byggår     | Arkitekt | Plats      | Läge               | Anläggnings-ID | Bild                               |
| ----------------------------------------------- | -------------------------------- | ---------- | -------- | ---------- | ------------------ | -------------- | ---------------------------------- |
| Transtrands prästgård (Transtrands kyrkby 14:1) | Boställe,Prästgård (4 byggnader) | 1886       |          | Transtrand | 61.08866, 13.31059 |                | Ladda upp en bild av denna byggnad |
| Olnispagården (Västra Sälen 4:5)                | Bondgård (5 byggnader)           | 1800-talet |          | Sälen      | 61.15883, 13.25894 |                | Ladda upp en bild av denna byggnad |

## Mora kommun
| Namn                                                                                                 | Ursprunglig funktion   | Byggår             | Arkitekt | Plats                             | Läge               | Anläggnings-ID | Bild                                    |
| --- | ---------------------- | ------------------ | -------- | --------------------------------- | ------------------ | -------------- | --------------------------------------- |
| Härbre i Färnäs (Färnäs 699:3)                                                                       | Bondgård (1 byggnad)   | 1345               |          | Färnäs                            | 61.00167, 14.62737 |                | Ladda upp en till bild av denna byggnad |
| Södra Flenarnas fäbodar (Bengtsarvet 118:1 o Gesunda 77:4 o Rothagen 115:1 & 119:1 o Utanmyra 124:1) | Fäbod (17 byggnader)   | 1800-talets början |          | Solleröns socken (Södra Flenarna) | 60.79626, 14.60275 |                | Ladda upp en bild av denna byggnad      |
| Vasamonumentet (Utmeland 70:12 och 629:1)                                                            | Monument (3 byggnader) | 1860               |          | Mora (Utmeland)                   | 60.99411, 14.54932 |                | Ladda upp en till bild av denna byggnad |

## Orsa kommun
| Namn                                            | Ursprunglig funktion | Byggår | Arkitekt | Plats       | Läge               | Anläggnings-ID | Bild                               |
| ----------------------------------------------- | -------------------- | ------ | -------- | ----------- | ------------------ | -------------- | ---------------------------------- |
| Gamla Bönhuset i Skattungbyn (Skattungbyn 62:6) | Frikyrka (1 byggnad) | 1852   |          | Skattungbyn | 61.18426, 14.86480 |                | Ladda upp en bild av denna byggnad |

## Rättviks kommun
| Namn                                                | Ursprunglig funktion          | Byggår           | Arkitekt | Plats             | Läge               | Anläggnings-ID | Bild                                    |
| --------------------------------------------------- | ----------------------------- | ---------------- | -------- | ----------------- | ------------------ | -------------- | --------------------------------------- |
| Blånnesladan (Övre Gärdsjö)                         | Bondgård (1 byggnad)          | 1294             |          | Övre Gärdsjö      | 60.93386, 15.23978 |                | Ladda upp en till bild av denna byggnad |
| Danielsgården (Bingsjö 3:21)                        | Bondgård (5 byggnader)        | 1700-talet       |          | Bingsjö           | 61.02201, 15.64719 |                | Ladda upp en till bild av denna byggnad |
| Matsgården (Östbjörka 32:10)                        | Bondgård (13 byggnader)       | 1600-talets mitt |          | Östbjörka         | 60.96599, 15.14779 |                | Ladda upp en till bild av denna byggnad |
| Missionshuset i Söderås (Söderås 14:18)             | Frikyrka (2 byggnader)        | 1877             |          | Rättvik (Söderås) | 60.84346, 15.12427 |                | Ladda upp en till bild av denna byggnad |
| Norrboda gammelstad (Norrboda 25:2 (f.d. 4))        | Bysamfällighet (22 byggnader) | 1600-talet       |          | Ore (Norrboda)    | 61.11661, 15.25105 |                | Ladda upp en till bild av denna byggnad |
| Paviljongen Hvilan (Lerdal 3:73 (f.d. Lerdal 2:4)   | Kuranstalt (1 byggnad)        | 1840-talet       |          | Rättvik           | 60.88093, 15.12178 |                | Ladda upp en till bild av denna byggnad |
| Solgården (Sjurberg 5:2, 5:9, 15:5 o 18:5)          | Fritidshus (8 byggnader)      | 1897             |          | Sjurberg          | 60.90126, 15.06351 |                | Ladda upp en till bild av denna byggnad |
| Tånggården (Sjurberg 4:10 (f.d. Sjurberg 3:9))      | Fritidshus (5 byggnader)      | 1908             |          | Sjurberg          | 60.90127, 15.06218 |                | Ladda upp en till bild av denna byggnad |
| Ria tillhörande Bingsjö Klockargård (Bingsjö 10:17) |                               | 1735             |          | Bingsjö           | 61.01885, 15.64816 |                | Ladda upp en bild av denna byggnad      |
| Spiksmedja i Dådran (Dådrans bruk 1:96)             |                               | 1929             |          | Dådran            | 60.94108, 15.54053 |                | Ladda upp en bild av denna byggnad      |

## Smedjebackens kommun
| Namn                                           | Ursprunglig funktion                 | Byggår             | Arkitekt | Plats               | Läge                | Anläggnings-ID | Bild                                    |
| ---------------------------------------------- | ------------------------------------ | ------------------ | -------- | ------------------- | ------------------- | -------------- | --------------------------------------- |
| Hedbyns bergsmansgård (Hedbyn 6:11 (f.d. 6:4)) | Bergsmansgård (11 byggnader)         | 1700-talets slut   |          | Söderbärke (Hedbyn) | 59.98464, 15.42827  |                | Ladda upp en bild av denna byggnad      |
| Malingsbo herrgård Malingsbo 1:68 (f.d. 1:1)   | Herrgård,Bruksherrgård (9 byggnader) | 1700-talets början |          | Malingsbo           | 59.92732, 15.43653  |                | Ladda upp en till bild av denna byggnad |
| Smedjebackens station (SMEDJEBACKEN 2:22)      | Järnvägsstation                      | 1900               |          | Smedjebacken        | 60.13675, 15.405694 |                | Ladda upp en till bild av denna byggnad |

## Säters kommun
| Namn                               | Ursprunglig funktion    | Byggår     | Arkitekt | Plats         | Läge                 | Anläggnings-ID | Bild                                    |
| ---------------------------------- | ----------------------- | ---------- | -------- | ------------- | -------------------- | -------------- | --------------------------------------- |
| Kaplansgården (Skedvi Kyrkby 35:2) | Prästgård (8 byggnader) | 1840-talet |          | Skedvi kyrkby | 60.405278, 15.801389 |                | Ladda upp en till bild av denna byggnad |

## Vansbro kommun
| Namn                           | Ursprunglig funktion        | Byggår | Arkitekt | Plats         | Läge               | Anläggnings-ID | Bild                                    |
| ------------------------------ | --------------------------- | ------ | -------- | ------------- | ------------------ | -------------- | --------------------------------------- |
| Lisskvarngården (Malmsta 9:1)  | Bondgård (9 byggnader)      | 1702   |          | Nås (Malmsta) | 60.47420, 14.46953 |                | Ladda upp en till bild av denna byggnad |
| Vansbro station (Vansbro 1:37) | Järnvägsstation (1 byggnad) | 1899   |          | Vansbro       | 60.51183, 14.22607 |                | Ladda upp en till bild av denna byggnad |

## Älvdalens kommun
| Namn                                                                          | Ursprunglig funktion             | Byggår     | Arkitekt | Plats                | Läge                 | Anläggnings-ID | Bild                                    |
| ----------------------------------------------------------------------------- | -------------------------------- | ---------- | -------- | -------------------- | -------------------- | -------------- | --------------------------------------- |
| Kyrkhärbret och Loftboden (Älvdalens kyrkby 23:6; f.d. Älvdalens kyrkby 49:1) | Sockenmagasin, Tiondebod         | 1280-talet |          | Älvdalen             | 61.225833, 14.043    |                | Ladda upp en till bild av denna byggnad |
| Bolsågen (Evertsberg s:125)                                                   | Såg (1 byggnad)                  | 1894       |          | Evertsberg           | 61.12494, 14.01707   |                | Ladda upp en till bild av denna byggnad |
| Lomviksgården (Storbo 1:19)                                                   | Bondgård (3 byggnader)           | 1868       |          | Idre socken (Storbo) | 61.85591, 12.19305   |                | Ladda upp en bild av denna byggnad      |
| Nya Porfyrverket (Västermyckeläng 35:7)                                       | Verkstad (3 byggnader)           | 1880-talet |          | Västermyckeläng      | 61.21341, 14.03078   |                | Ladda upp en till bild av denna byggnad |
| Älvdalens tingshus (Älvdalens kyrkby 16:55)                                   | Tingshus, kommunalhus, bibliotek | 1913       |          | Älvdalen             | 61.2276, 14.0407     |                | Ladda upp en till bild av denna byggnad |
| Mångsbodarna gamla skola (EVERTSBERG 120:6)                                   | Skola, Folkskola                 | 1895       |          | Mångsbodarna         | 61.077667, 13.622194 |                | Ladda upp en bild av denna byggnad      |